# Marble Hornets
Marble Hornets ist eine alternative Reality-Found-Footage-Webserie auf YouTube, die auf dem Online-Mythos von Slender Man basiert. Das erste Video wurde am 20. Juni 2009 auf YouTube veröffentlicht, nachdem sein Schöpfer Troy Wagner am Vortag einen Beitrag im Something Awful-Forum veröffentlicht hatte. Es war die erste Webserie rund um die Figur. Die erste Folge feierte genau zehn Tage nach dem Erscheinen der Originalbilder von Slender Man in den Something Awful-Foren Premiere, und der erste Beitrag zu Marble Hornets erschien neun Tage nach der Entstehung der Figur.
Bisher gibt es 92 Videos auf dem Hauptkanal (87 Einträge). Die Serie verfügt außerdem über 38 Begleitvideos vom Nebenkanal „totheark“. Die Videos umfassen drei Staffeln. Diese Videos sowie das gleichnamige „totheark“ wurden im Laufe der Geschichte mehrfach gezeigt. Bis 2013 hatte die Serie weltweit über 250.000 Abonnenten und wurde 55 Millionen Mal angesehen. Die Webserie erhielt überwiegend positive Kritiken von Kritikern wie Roger Ebert und Fans.
Im Jahr 2015 wurde ein Spin-off-Film The Operator – Eine Marble Hornets Story veröffentlicht. Die kritische Aufnahme war überwiegend negativ.
Die Serie brachte außerdem drei Fortsetzungen mit den Titeln Clear Lakes 44, ECKVA und Marble Hornets: Rosswood hervor. Die Serie inspirierte außerdem mehrere Webserien im Stil der Marble Hornets, wie EverymanHYBRID und TribeTwelve. 2012 gaben Blue Isle Studios ihre Partnerschaft mit dem Team der Marble Hornets für das Videospiel Slender: The Arrival bekannt und halfen beim Schreiben des Drehbuchs. Zwischen 2019 und 2023 wurden sechs Graphic Novels basierend auf der Mythologie der Marble Hornets veröffentlicht.

## Handlung

### Staffel 1
Die Serie folgt Jay Merrick (Troy Wagner), einem jungen Mann, der versucht, die Geschehnisse während der Dreharbeiten zu „Marble Hornets“ herauszufinden, einem unvollendeten Studentenfilm unter der Regie von Jays Freund Alex Kralie (Joseph DeLage). Drei Jahre zuvor hatte Alex das Projekt nach nur zwei Monaten Produktion abrupt beendet. Bevor er den Kontakt zu Jay abbrach, gab Alex ihm die Bänder mit dem Rohmaterial des Films und forderte Jay auf, sie zu verbrennen und nie wieder mit ihm darüber zu sprechen.
Beim Ansehen der Bänder entdeckt Jay, dass die Dreharbeiten offenbar von einer Person namens „The Operator“ behindert wurden. Der Operator beginnt bald, in Jays Privatleben einzudringen und bringt ihn dazu, Kameras in seiner Wohnung aufzustellen. Als er die Bänder als „Einträge“ auf YouTube veröffentlicht, erhält Jay kryptische und bedrohliche Antworten von einem Nutzer namens „totheark“. Jays Ermittlungen führen ihn zu einem Treffen mit einem der Darsteller des Films, Tim Wright (Tim Sutton), und führen ihn zum verlassenen Haus eines weiteren Darstellers, Brian Thomas (Brian Haight), wo er zum ersten Mal einer maskierten Gestalt begegnet.
Jay besucht einen roten Turm und findet ein Video, das zeigt, wie Alex seinen Kameramann Seth Wilson (Seth McCay) in einem verlassenen Gebäude zurücklässt, als er dem Operator gegenübersteht und die gesamte Besetzung und Crew von Marble Hornets für „verschwunden“ hält. Schließlich flieht Jay aufgrund von Stalking-Drohungen aus dem Turm aus seiner Wohnung, die anschließend niederbrennt. Jay erhält per Post ein Video, das Alex und seine Freundin Amy Walters (Bethann Williams und Mai Yamane) zeigt, wie sie vom Operator angegriffen werden. Daraufhin macht sich Jay auf die Suche nach Alex.

### Staffel 2
Sieben Monate nach der Veröffentlichung von „Entry #26“ auf YouTube wacht Jay, der an Amnesie leidet, in einem Hotelzimmer an einem unbekannten Ort mit einer Brustkamera auf. Er erfährt, dass er ursprünglich nur für eine Nacht im Hotel gebucht war, beschließt aber, länger zu bleiben, um sich zu orientieren und Informationen über das Hotel und die Umgebung zu sammeln. Jay trifft Jessica Locke (Jessica May), eine ebenfalls an Amnesie leidende junge Frau, die daraufhin verschwindet. Er öffnet einen Safe mit Videos und einer Festplatte, die die Ereignisse der letzten sieben Monate enthüllen.
Die Aufnahmen zeigen, dass Jay während der sieben Monate eine Auseinandersetzung mit Alex hatte, in deren Verlauf sie sich verbündeten, um Amy zu finden. Jay erfuhr auch, dass es sich bei der maskierten Gestalt um Tim handelte, der mit einer mysteriösen, Kapuzenmann zusammenarbeitete, um Alex zu töten. Durch den Terror des Operators in den Wahnsinn getrieben und verdächtigt, dass Jay ihn ausspionierte, tötete Alex einen Fremden, dessen Leiche anschließend vom Operator mitgenommen wurde. Die Videos enthüllen auch, dass Jessica Amys Freundin und Mitbewohnerin war. Als Jay sie im Rahmen seiner Ermittlungen kontaktierte, wurde sie unabsichtlich in den Fall hineingezogen.
Das letzte Band zeigt, wie Alex Jay und Jessica in den Wald im Park lockt, unter dem Vorwand, ihnen etwas im Zusammenhang mit Amys Verschwinden zu zeigen. Nachdem er sie in das obere Stockwerk eines verlassenen Gebäudes geführt hat, bedroht Alex die beiden mit einer Waffe. Bevor er sie erschießt, wird er von Tim in seiner Maske angegriffen und überwältigt. Jay und Jessica fliehen und buchen Zimmer in einem Hotel, wo sie vom Operator angegriffen werden und infolgedessen Gedächtnisverlust erleiden. Jay kommt nach all dem Filmmaterial zu dem Schluss, dass er Alex nicht trauen sollte, will ihn aber dennoch finden. In der Innenstadt sieht Jay Tim vor einem Antiquitätenladen. Jay sagt den Zuschauern, er werde sie auf dem Laufenden halten und habe einen Plan.

### Staffel 3
Da Jay keine Hinweise auf Alex oder Jessica hat, versucht er, Tim aufzuspüren. Als er wieder mit ihm sprechen kann, erinnert sich Tim scheinbar an nichts von den Ereignissen in Staffel 1 oder 2, außer an Jays Interview mit ihm. Jay kehrt zum vorgetäuschten Interview zurück und sagt Tim, dass er mit ihm zusammenarbeiten möchte, um „Marble Hornets“ fertigzustellen. Tim erzählt Jay, dass er während der Produktion einige Aufnahmen hinter den Kulissen gemacht hat, und gibt ihm die Bänder, nachdem er sie gefunden hat. Obwohl Tim zunächst wütend ist, als er von Jays wahren Motiven erfährt, beschließt er, ihm weiterhin zu helfen. Es stellt sich heraus, dass Tim sich an nichts erinnert, was er in seinem „maskierten“ Zustand getan hat, dass er aufgrund von Halluzinationen, die er fürchtet, vom Operator verursacht zu haben, in eine psychiatrische Klinik eingewiesen wurde und dass seine neuen Medikamente ihn daran hindern können, in seinen „maskierten“ Zustand zu wechseln. Tims und Jays Ermittlungen führen sie immer wieder zu Begegnungen mit dem Operator, der sie beide körperlich und psychisch quält. Jay beginnt zu halluzinieren. Der Kapuzenmann stiehlt Tims Medikamente.
Tim wird enthüllt, ein Video versteckt zu haben, das zeigt, dass er und der Kapuzenmann für Jessicas Verschwinden und die anschließende Begegnung mit Alex und dem Operator verantwortlich sind. Diese Enthüllung führt dazu, dass Jay die Zusammenarbeit mit Tim beendet. Jay taucht mit Messer und Kabelbindern bei Tim zu Hause auf, wird jedoch überwältigt, gefesselt und schließlich von der Kapuzenmann befreit. Tim und Jay machen sich getrennt auf die Suche nach Alex. Sie suchen ihn in einem verlassenen College. Dann wird Jay von Alex getötet und seine Leiche vom Operator mitgenommen. Tim macht sich allein auf die Suche. Kurz darauf erfährt Tim, dass der Kapuzenmann Brian ist, nachdem er ihn sterbend stürzen sieht. Tim wartet, bis Alex zu ihm kommt, doch dann kommt Alex und versucht, sein Haus niederzubrennen. In seiner letzten Konfrontation mit Alex enthüllt Alex, dass er jeden töten will, der dem Operator begegnet; er behauptet, neben Jay bereits Amy, Seth und Sarah getötet zu haben und plant nun, Tim und sich selbst zu töten. Im darauffolgenden Kampf gelingt es Tim schließlich, Alex mit einem Stich in die Kehle zu töten. Der Operator erscheint und verschwindet mit Alex' Leiche.
Einige Tage später trifft Tim Jessica wieder, die den Operator-Angriff überlebt hat, an dem Ort, den Tim bis dahin verborgen gehalten hatte. Tim entledigt sich seiner Maske, die den Operator-Angriff überlebt hatte, ohne Alex’ Wissen. Tim hatte sie versteckt gehalten, um sie vor weiterer Gefahr zu schützen. Jessica erwähnt, dass sie ebenfalls Medikamente nimmt, und fragt nach Jay. Tim erzählt ihr, dass Jay weggezogen ist und auch aus der Gegend wegziehen wird. Tim kriegt einen Hustenanfall, während die Kamera verzerrt und dann schwarz wird. Als die Aufnahme fortfährt, ist Tim allein und fährt weg. Er hält an einer Kreuzung an und kann links oder rechts abbiegen, während in der Ferne Sirenen zu hören sind. Die Aufnahme wechselt zu einer Textkarte, auf der lediglich steht: „Alles ist in Ordnung.“

## Figuren

### Haupt
- Troy Wagner als Jay Merrick: Der Mann hinter dem Kanal „Marble Hornets“ und der Hauptprotagonist der Serie. Nachdem Jay die ihm von seinem ehemaligen Freund Alex Kralie gegebenen Bänder wiederentdeckt hat, beginnt er, Einträge hochzuladen, um herauszufinden, was genau während der Dreharbeiten zu Alex' Studentenfilm Marble Hornets passiert ist.[9] In Eintrag #80 wird er von Alex angeschossen und tödlich verwundet. Sein Körper wird vom Operator benutzt, um Tim zu verspotten, bevor er schließlich aus dieser Dimension entfernt wird.
- Tim Sutton als Timothy Wright: Ein ehemaliger Schauspieler aus dem Studentenfilm Marble Hornets. Er ist der Hauptprotagonist der dritten Staffel und Mitglied von Totheark (bis Staffel 3). Ab Eintrag #59 arbeitet er mit Jay zusammen und wird nach Jays Tod in Eintrag #80 Leiter des Kanals „Marble Hornets“. Er tritt mehrfach in den Einträgen und auf dem Totheark-Kanal mit einer Maske auf und wird in Eintrag #35 als maskierter Mann enthüllt. Tim ist neben Jessica, basierend auf Eintrag #87, dem letzten hochgeladenen Eintrag, einer der beiden noch lebenden Charaktere.
- Joseph DeLage als Alex Kralie: Der Regisseur des ursprünglichen Studentenfilmprojekts Marble Hornets und einer der Hauptgegner der Serie. Alex besuchte dieselbe Schule wie Jay, wechselte aber nach Abschluss der Dreharbeiten zu Marble Hornets an eine andere.[8] Ein Großteil der ersten Staffel besteht aus Aufnahmen, die er für den Eigengebrauch und für seinen unvollendeten Studentenfilm Marble Hornets gemacht hat. In einem Monolog in Eintrag #86 enthüllt er, dass er Sarah Reid, Seth Wilson und Amy Walters getötet hat. In Eintrag #86 wird er von Tim erstochen und getötet.
- Brian Haight als Brian Thomas: Brian war der Hauptdarsteller in Alex Kralies Projekt und Mitglied von Totheark. Als Kapuzemann tritt er in vielen Einträgen auf und bearbeitet mehrere Videos des Totheark-Kanals. Obwohl er zunächst als Antagonist dargestellt wird – teilweise aufgrund seiner etwas erbitterten Beziehung zu Tim –, ist der Kapuzemann Tothearks Ziel verpflichtet, Alex' Tod herbeizuführen. Daher unterstützt er Jay und Tim während der gesamten Serie in ihrem Kampf gegen Alex. Brian stürzt während einer Konfrontation mit Tim in Eintrag #83 in den Tod.
- Jessica May als Jessica Locke: Eine Frau, die Jay in der zweiten Staffel der Serie kennenlernt. Sie ist irgendwie mit Jay verbunden, da sie mit ihm im Hotel ein Nebenzimmer hat, und folglich irgendwie mit Alex und dem Operator verbunden. Alex glaubt, sie sei vor seinem eigenen Tod in Eintrag #86 tot, aber in Eintrag #87 wird enthüllt, dass sie noch lebt. Sie ist eine von nur zwei Charakteren (die andere ist Tim), von denen bestätigt wurde, dass sie die Ereignisse der Serie überlebt haben.
- Totheark: Eine anonyme Gruppe, die während der gesamten Serie kryptische Videoantworten an die Einträge sendet. Obwohl sie scheinbar feindselig sind, ist ihr Ziel, sich an Alex zu rächen, da sie ihn für die Quelle des Operators halten. Sie benutzen Jay und später Tim, um Alex näher zu kommen. Ihre Identitäten werden während der gesamten Serie nie enthüllt, und es wird stark vermutet, dass der Kanal einer Gruppe von Personen gehört (insbesondere in Staffel 3) und nicht einer Einzelperson. Es ist bestätigt, dass Brian zusammen mit Tim (bis Staffel 3) Mitglied der Gruppe ist.
- The Operator: Ein Wesen unbekannter Herkunft, das Alex während der Dreharbeiten zu Marble Hornets und dem sekundären Antagonisten erscheint.[8] Später stellt sich heraus, dass Tim der erste mit Marble Hornets verbundene Mensch war, der mit dem Operator in Kontakt kam. The Operator zeigt die Fähigkeit, sich zu teleportieren oder sich auf andere logisch inkonsistente Weise zu bewegen. Obwohl der Operator selten physisch bedrohlich wirkt, hat seine Anwesenheit nachweislich schädliche Auswirkungen auf Körper und Psyche und verursacht verschiedene Halluzinationen und Dämmerzustände der Charaktere. Wiederholter Kontakt mit dem Operator ist mit einem starken, schmerzhaften Husten verbunden. Es gibt keine Hinweise auf die Absichten oder Ziele des Operators.

### Sekundär
- Seth McCay als Seth Wilson: Der Kameramann für Alex' Film Marble Hornets. Er tritt sporadisch in der Serie auf und soll der Gründer von Totheark sein, der Organisation, die Alex' Tod herbeiführen will. Alex führt ihn zum Operator im verlassenen Gebäude in Eintrag #22 und gibt in Eintrag #86 an, dass er ihn getötet hat.
- Mary Kathleen Bishop als Sarah Reid: Eine Schauspielerin aus Marble Hornets. Sie erscheint nur einmal in Eintrag #9 vor der Kamera. Alex bestätigt in Eintrag #86, dass er sie getötet hat.
- Bethann Williams als Amy Walters: Alex' Freundin. Sie erscheint nur einmal in Eintrag #26 vor der Kamera, nachdem Jay ein Paket mit einem Videoband erhalten hat, in dem sie und Alex vom Operator angegriffen werden. In Staffel 2 belügt Alex Jay, dass seine Motivation darin besteht, herauszufinden, was mit Amy passiert ist, damit Jay weiterhin mit ihm zusammenarbeitet. Alex bestätigt, dass er sie in Eintrag #86 getötet hat.

## Produktion
Wagner und DeLage begannen mit der Arbeit an der Webserie, nachdem sie von Eric Knudsen (auch bekannt als „Victor Surge“) über den Mythos des Slender Man gelesen hatten. Beiden gefiel die einfache Erstellung einer YouTube-Serie. Das anfängliche Budget für die Serie betrug etwa 500 US-Dollar. Sie schrieben auf 26 Karteikarten, mit denen die beiden die ersten 26 Folgen erstellten. Als Wagner auf den Namen kam, sagte er: „Ich sagte mir, dass ich das Nächste, was mir [auf der Straße] auffiel, als Titel verwenden würde.“ Dann sah er einen Lastwagen mit Marmorplatten und einen Schädlingsbekämpfungswagen mit der Aufschrift „Hornissen“ auf der Seite. Wagner und DeLage sagten auch, dass sie von Twin Peaks und Eraserhead inspiriert wurden. Die Serie wurde in Tuscaloosa, Alabama, gedreht.
Sie entschieden sich gegen eine feste Zeit für jeden Eintrag, da beide feststellten, dass die Charaktere, die die Einträge filmten, die Länge der Episode nicht berücksichtigen würden und die zufälligen Eintrittszeiten den Realismus erhöhen würden. Sie hatten nicht viele Leute, die bei dem Projekt helfen konnten. Im DVD-Kommentar hieß es, die einzigen, die helfen konnten, seien „die Leute, die am wenigsten taten“. Deshalb bestand die Hauptbesetzung hauptsächlich aus Troy Wagner, Tim Sutton, Joseph DeLage und Brian Haight.
Für Staffel 2 wurde die siebenmonatige Pause eingelegt, da das Projekt größer ausfiel als erwartet. Nach ihrer Rückkehr experimentierten sie mit der Serie mehr. Für die Hotelszenen wurde eine andere Kamera eingesetzt, die GoPro HD HERO 2. Außerdem engagierten sie eine professionelle Schauspielerin, Jessica May. Im DVD-Kommentar hieß es, sie sei so professionell, dass sie schockiert waren, als sie bei ihrem Vorsprechen Porträtfotos machte. In der Szene „Alex hat einen Fremden getötet“ ist der Fremde, bekannt als „beardy“, einer von Josephs persönlichen Freunden, Chris Dominey. Er sagte, wenn er jemanden bräuchte, der für seine Webshow stirbt, könnte er das tun. Als Joseph sich an das Angebot erinnerte, fragte er ihn: „Hey, willst du sterben?“
Für Staffel 3, Eintrag #72, hatten sie nur einen Drehtag Zeit, da das Haus Tims Großfamilie gehörte. Das Haus stand monatelang zum Verkauf, bis sie benachrichtigt wurden, dass es gerade verkauft wurde. Das verlassene Gebäude, das in dieser Staffel zu sehen ist, war der einzige Ort, für den sie eine Drehgenehmigung hatten. Für Eintrag #85 wird im DVD-Kommentar bestätigt, dass sie tatsächlich Benzin und Wasser auf die Veranda schütteten, um einen Feuerballeffekt zu erzeugen. Sie hatten einen Feuerlöscher außerhalb des Bildes und drehten alles in einer einzigen Einstellung.
Das inzwischen aufgelöste THAC (Troy hatte eine Kamera, die Firma, der die Marble Hornets gehören) hat sich zu dem Effekt für den Operator geäußert, sie wollen aber nicht sagen, wie der Effekt erzielt wurde, um die „Angst vor dem Unbekannten“ in der Figur aufrechtzuerhalten. In einem Livestream von 2019 sagte DeLage jedoch, dass in der ersten Staffel der Operator von ihm selbst gespielt wurde, indem er Flip-Flops für mehr Größe und Strumpfhosen mit Klebeband festklebte, um sein Gesicht als das des Operators zu maskieren. Es ist immer noch unbekannt, wie sie es in späteren Staffeln gemacht haben. Die gesamte Serie wurde mit der Software Sony Vegas Pro und Adobe Premiere geschnitten. Außerdem wurde die gesamte Serie mit derselben Sony Handycam gedreht. Für die Tonproduktion verwendete Tim Sutton einen selbstgebauten Amateursynthesizer, mit dessen Mechanik er experimentierte und die Schaltkreise verbogen, um die Klangverzerrung in der gesamten Serie zu erzeugen.

## Episodenübersicht
| Staffel | Episoden | Ursprünglich ausgestrahlt | Ursprünglich ausgestrahlt | Gesamtlänge        | Durchschnittliche Anzahl an YouTube-Aufrufen |
| Staffel | Episoden | Erstausstrahlung          | Letzte Ausstrahlung       | Gesamtlänge        | Durchschnittliche Anzahl an YouTube-Aufrufen |
| ------- | -------- | ------------------------- | ------------------------- | ------------------ | -------------------------------------------- |
| 1       | 44       | 20. Juni 2009             | 18. April 2010            | 1 Stunde, 30 Min.  | 1,510,000                                    |
| 2       | 37       | 23. November 2010         | 13. November 2011         | 2 Stunden, 22 Min. | 630,000                                      |
| 3       | 52       | 10. März 2012             | 20. Juni 2014             | 5 Stunden, 30 Min. | 340,000                                      |

## Rezeption
Die Webserie erhielt positive Kritiken von Kritikern und Fans. Nach ihrer Veröffentlichung wuchs die Popularität der Serie und zog Vergleiche mit Lonelygirl15 und iChannel nach sich. 2011 sagte Crushable: „Aber Marble Hornets ist bei weitem das Beste von allen, vor allem, weil es so gut konstruiert ist. Manche Beiträge sind vielleicht nur 30 Sekunden lang, andere vielleicht 8 Minuten. Das Beste daran ist, dass es einem nie mehr gibt, als man zu einem bestimmten Zeitpunkt unbedingt braucht, und die Geschichte mit bemerkenswerter Präzision erzählt.“ 2013 kürte Dread Central Marble Hornets zu einem ihrer „Top 10 Horror-Fanfilme“ und stellte fest, dass es zwar „technisch gesehen kein Film“ sei, aber dennoch eine „verwobene Auseinandersetzung mit dem mythischen Slender Man“ enthalte und dass sie der Meinung seien, es sei „das, worum es bei hochwertiger Fanfare und Found Footage wirklich geht.“
2014 erhielt die Serie Lob von Roger Ebert. Im Jahr 2018 veröffentlichte Bloody Disgusting einen Leitartikel über Marble Hornets, in dem es hieß: „Wir werden vielleicht noch ein neues, von Found Footage beeinflusstes Phänomen erleben, das das Internet im Sturm erobert […], aber Marble Hornets wird für immer als Meilenstein in der Online-Unterhaltung in Erinnerung bleiben und als Beweis dafür dienen, dass großartige Ideen oft einen Mangel an Budget oder sogar Erfahrung überwinden können.“ Ebenfalls im Jahr 2018 sagte ein Autor von The New York Times: „Die Einfachheit der Figur war perfekt für Low-Budget-Interpretationen. […] Marble Hornets war ein Kulthit und gewann Fans weit über Internetforen hinaus.“
Im Jahr 2019 erklärte ein Autor von The Verge: „Es war das Mysterium und die Mehrdeutigkeit von Marble Hornets, die mich zu einer Zeit angezogen haben, als das Internet und YouTube noch nicht von Marken und 4K-Vlogs mit 40 Minuten Länge überschwemmt wurden. [...] Der Raum fühlte sich persönlich an, und Algorithmen mussten noch alle von mir konsumierten Inhalte bestimmen. Marble Hornets gelangte durch Mundpropaganda und Nischen-Online-Communitys zu mir und wahrscheinlich vielen anderen, in denen die Leute über die Serie diskutierten, als würden sie sie gemeinsam mit Jay untersuchen.“ Im Jahr 2023 kürte MovieWeb Marble Hornets zu einem der „10 besten Abzocke von The Blair Witch Project“ und sagte außerdem: „Während man den gesamten „8-Stunden-Film“ auf YouTube, der alle Segmente zusammenschneidet, leicht finden kann, gibt es einige Schnitte, die eine zusammenhängendere filmische Erzählung bilden. Im Wesentlichen muss man ein bisschen graben und erkunden, um daraus einen Film zu machen, aber es ist die Zeit auf jeden Fall wert.“
Im Mai 2014 starteten die Entwickler eine Kickstarter-Kampagne, um Geld für die DVD-Veröffentlichung der dritten Staffel zu sammeln. Die Resonanz war überwältigend: Das ursprüngliche Spendenziel von 8.000 Dollar wurde um 72.000 Dollar übertroffen. Die Gelder flossen in weitere Projekte, darunter ein Boxset und neues Zusatzmaterial in Form von Szenen aus „Alex Kralie's Marble Hornets“ sowie einen Trailer für den Fake-Film.
In den darauffolgenden Jahren entstanden mehrere von Marble Hornets inspirierte Webserien, wie EverymanHYBRID und TribeTwelve. Diese Art von Webserien erhielt den Spitznamen „The Slenderverse“.

## In anderen Medien

### Webshows
Am 3. August 2015 wurde eine Nachfolgeserie mit dem Titel Clear Lakes 44 auf den Kanal Marble Hornets hochgeladen. Im April 2016 wurde Clear Lakes 44 abgesetzt, nachdem sich die Mitglieder des Kreativteams getrennt hatten, wie Wagner bestätigte. Am 16. Oktober 2016 wurde ein Nachfolger von Clear Lakes 44 mit dem Titel ECKVA veröffentlicht.
Am 20. Juni 2024 kündigte Troy Wagner ein Buch über die Hintergründe der Marble Hornets mit dem Titel Marble Hornets: No More Tapes von Tony Vacation an. Wagner startete daraufhin eine Kickstarter-Kampagne, für die viele Fans und Unterstützer Geld spendeten, um das Buch zu realisieren. Insgesamt kamen 108.825 US-Dollar zusammen. Eine neue Miniserie im Marble Hornets-Universum mit dem Titel Marble Hornets: Rosswood wurde kürzlich angekündigt und erscheint am 27. August 2025.

### Verfilmung
Im Februar 2013 gab Variety bekannt, dass Pläne für eine Verfilmung von Marble Hornets im Gange seien. Sie gaben außerdem bekannt, dass das Drehbuch von Ian Shorr geschrieben, James Moran Regie geführt und Doug Jones den Operator im Film spielen würde. Im Oktober desselben Jahres verkündete Wagner auf seinem Blog, dass die Dreharbeiten zum Film abgeschlossen seien und er keine Fortsetzung der YouTube-Serie sein, sondern im selben Universum spielen werde.
Der Film mit dem Titel Always Watching: A Marble Hornets Story (auf Deutsch: The Operator – Eine Marble Hornets Story) wurde am 7. April 2015 als Video on demand veröffentlicht. In den Hauptrollen waren Chris Marquette, Doug Jones, Alexandra Breckenridge und Alexandra Holden zu sehen. Der Film startete am 15. Mai 2015 in ausgewählten Kinos. Die Kritiken zu „Always Watching“ waren überwiegend negativ.

### Videospiel
Am 1. Dezember 2012 gaben Blue Isle Studios ihre Partnerschaft mit dem Team der Marble Hornets für das Videospiel Slender: The Arrival bekannt und halfen bei der Gestaltung der modernen Version der Figur. Joseph DeLage, Tim Sutton und Troy Wagner halfen beim Schreiben des Drehbuchs für die Erstveröffentlichung des Spiels. Slender: The Arrival erhielt gemischte bis positive Kritiken von Kritikern.

### Graphic Novels
Am 27. Dezember 2017 veröffentlichte Wagner ein neues Foto auf seiner Twitter-Seite und kündigte damit einen Comic zu den Marble Hornets an, der 2018 erscheinen soll. Im Februar 2019 begann Troy Wagner mit der Veröffentlichung einer Reihe von Marble Hornets-Graphic Novels. Insgesamt sind sechs davon geplant, darunter fünf Hauptcomics und ein spezieller „Totheark“-Comic. Bis 2023 wurden fünf davon veröffentlicht, zuletzt Ausgabe 4: „Can You See Me“, erschienen am 31. März 2023. Die Serie wurde von Wagner geschrieben und von der kanadischen Künstlerin Jackie Reynolds illustriert, einem langjährigen Fan der ursprünglichen YouTube-Serie.
Im Jahr 2018 sagte Bloody Disgusting: „[...] hoffentlich können die neuen Comics die Fans auf eine Weise ansprechen, wie es andere Spin-offs nicht getan haben, indem sie das schwer fassbare Gefühl einer urbanen Legende einfangen und gleichzeitig nachvollziehbare Hauptfiguren und eine komplexe Handlung haben, obwohl es noch etwas zu früh ist, um aussagekräftige Vorhersagen zu treffen.“
| Comic-Bücher                                       |
| -------------------------------------------------- |
| Marble Hornets Issue One: Regards                  |
| Marble Hornets Issue Two: Eyes Open                |
| Marble Hornets Issue Three: You Are Broken         |
| Marble Hornets Issue 3.5: ToTheArk                 |
| Marble Hornets Issue Four: Can You See Me          |
| Marble Hornets Issue Five: Where There Is No Light |

Sie folgen Jessica Locke nach den Ereignissen der Serie. Jessica, die jetzt für einen Lieferdienst arbeitet, geht zu einem verlassenen Haus. Dort findet Jessica eine unbekannte maskierte Person. Eine weitere Gruppe von Charakteren, Adam und David, arbeitet an einem Studentenfilmprojekt namens „Project Rosswood“, wobei Rosswood die fiktive Stadt für die Comics ist. Während einiger Dreharbeiten sehen die beiden den Operator. Dann finden Adam und David dasselbe verlassene Haus wie Jessica. Dort haben sie mehrere Halluzinationen, unter anderem sehen sie Amy Walters. Der Mini-Comic „ToTheArk“ handelt von den Ereignissen nach Brian Thomas‘ Tod und dem endgültigen Schicksal von Alex Kralie.